# Danish Crown
Danish Crown est une entreprise agroalimentaire basée au Danemark. Elle a été créée en 1998, à la suite d'une série successive de fusions. Elle est présente notamment dans la production et la transformation de viandes, notamment de bœuf et de porc.

## Histoire
En février 2015, Danish Crown annonce son intention de fusionner avec son compatriote danois Tican, une entreprise également coopérative qui est d'une bien plus petite taille.